# Peter Joseph Jörg
Peter Joseph Jörg (* 14. November 1874 in Großauheim; † 19. Dezember 1958) war ein deutscher Verwaltungsjurist, Kommunalpolitiker und Heimatforscher.

## Leben
Jörg legte am Rhabanus-Gymnasium in Fulda die Reifeprüfung ab und studierte Rechtswissenschaft in Berlin, Bonn und Würzburg, wo er 1899 erstmals promovierte. Danach arbeitete er als Journalist beim Fränkischen Volksblatt, bei der Essener Volkszeitung und ab 1903 für das Parteisekretariat der Zentrumspartei in Köln. Über Konrad Adenauer und Karl Trimborn fand er zur Politik. Er wurde 1920 Landrat des Landkreises Gladbach und blieb bis zu dessen Auflösung 1929 im Amt. Von 1920 bis 1929 war er auch Abgeordneter im Provinziallandtag der Rheinprovinz für die Deutsche Zentrumspartei. Danach wurde er kommissarischer Landrat im Landkreis Münster.
Mit der Machtübernahme der Nationalsozialisten kehrte er nach Würzburg zurück und nahm an der Philosophischen Fakultät wieder das Studium in den Fächern Philosophie, Geschichte und Kunstgeschichte auf und promovierte 1942 zum Dr. phil. Für die Pfarrei der Adalberokirche verfasste er nebenher Kirchenführer und beschäftigte sich mit dem Leben des namengebenden Würzburger Bischofs Adalbero. Bei Kriegsende wurde er von der amerikanischen Militärregierung als Landrat des Landkreises Hammelburg eingesetzt und 1946 vom ersten frei gewählten Kreistag in dem Amt bestätigt. Außerdem war er Abgeordneter aus dem Kreis für die Verfassungsgebende Landesversammlung.
Nach seinem Ausscheiden aus der Politik übernahm er die Leitung der Seminarbibliothek der Katholisch-Theologischen Fakultät der Würzburger Universität, die er mühsam neu aufbaute, und leitete auch die diözesangeschichtliche Arbeitsgemeinschaft der Domschule.
Im Dezember 1958 wurde er beim Verlassen der Universität von einem Autofahrer angefahren. Er starb im Alter von 84 Jahren an den Folgen des Verkehrsunfalls und wurde in Münsterschwarzach beigesetzt.
Er war seit 1895 Mitglied der katholischen Studentenverbindung KDStV Markomannia Würzburg im CV und später wurde er noch Mitglied der KAV Suevia Berlin, der KDStV Bavaria Bonn und der KDStV Rheinland Köln, alle im CV.

## Ehrungen
- 1952: Ehrendoktor der Theologischen Fakultät der Universität Würzburg
- 1955: Verdienstkreuz (Steckkreuz) der Bundesrepublik Deutschland
- Silvesterorden
- Ehrenbürger der Universität Würzburg